# Machinda
Machinda és un municipi de Guinea Equatorial, de la província Litoral a la Regió Continental. El 2005 tenia 2.987 habitants.